# رقروق ضرمي الأوراق
الرقروق ضرمي الأوراق (باللاتينية: Helianthemum lavandulifolium) نوع نباتي يتبع جنس الرقروق من الفصيلة القريضية. سمي نسبة إلى نبات الضرم نظرا لتشابه الأوراق.

## الموئل والانتشار
النبات واطن في بلاد الشام.

## مرادفات للاسم العلمي
- (باللاتينية: Cistus lavandulifolius (Mill.) Lam.)
- (باللاتينية: Helianthemum erectum Bubani)
- (باللاتينية: Helianthemum graecum Link ex Gross)
- (باللاتينية: Helianthemum racemosum Pers.)
- (باللاتينية: Helianthemum stoechadifolium Willk.)